# Пумпуриду, София
София Пумпуриду (греч. Σοφία Πουμπουρίδου; род. 12 июня 1980 года в селе Луговой, Жамбылской области, Казахской ССР) — греческая борчиха вольного стиля, выступавшая в легкой весовой категории среди женщин.Чемпионка мира 2002 года, чемпионка Европы 2001 года, участница Олимпийских игр 2004 года, где она заняла 11 место.

## Биография
На Средиземноморских играх 2001 года в Тунисе, греческая спортсменка Пумпуриду завоевала золотую медаль в весовой категории до 51 кг среди женщин. Год спустя, на чемпионате мира по борьбе 2002 года, проходившем в Халкиде, Пумпуриду снова поразила зрителей, победив японскую спортсменку Тихару Итё со счетом 3:0 и завоевав еще одну золотую медаль в той же весовой категории.
В 2004 году на летних Олимпийских играх в Афинах, женская борьба впервые была представлена, и Пумпуриду смогла пройти отбор в сборную Греции в весовой категории до 55 кг. Поскольку Греция являлась страной-хозяйкой, она автоматически квалифицировалась и была включена в заявку международной федерацией борьбы и Олимпийским комитетом Греции. В Олимпийском зале Ано Лиоссия, Пумпуриду не смогла победить своих соперниц на летних Олимпийских игр 2004 года в Афинах. Ее первый матч против француженки Анны Гомис закончился поражением, а затем она без шансов проиграла южнокорейской борчихе Ли На-Лаэ, что привело к ее выбыванию из турнира на ранней стадии. В первоначальной турнирной таблице из двенадцати женских борцов, Пумпуриду заняла последнее место, однако позже поднялась на одну позицию, так как Мейбл Фонсека из Пуэрто-Рико была дисквалифицирована после положительного теста на станозолол.
В 2005 году на Средиземноморских играх в Альмерии, Пумпуриду завоевала бронзовую медаль в легком весе среди женщин (до 55 кг).

## Карьера

#### Олимпийские игры[8]
| Турнир                | Весовая категория | Место |
| --------------------- | ----------------- | ----- |
| Олимпийские игры 2004 | до 55 кг          | 11    |

#### Чемпионат мира[8]
| Турнир                        | Весовая категория | Место |
| ----------------------------- | ----------------- | ----- |
| Чемпионат мира по борьбе 2001 | до 51 кг          | 9     |
| Чемпионат мира по борьбе 2002 | до 51 кг          | 1     |
| Чемпионат мира по борьбе 2003 | до 55 кг          | 26    |
| Чемпионат мира по борьбе 2005 | до 55 кг          | 11    |
| Чемпионат мира по борьбе 2006 | до 55 кг          | 15    |
| Чемпионат мира по борьбе 2007 | до 55 кг          | 16    |
| Чемпионат мира по борьбе 2008 | до 55 кг          | 14    |

#### Чемпионат Европы[8]
| Турнир                          | Весовая категория | Место |
| ------------------------------- | ----------------- | ----- |
| Чемпионат Европы по борьбе 1999 | до 51 кг          | 10    |
| Чемпионат Европы по борьбе 2001 | до 51 кг          | 1     |
| Чемпионат Европы по борьбе 2002 | до 51 кг          | 6     |
| Чемпионат Европы по борьбе 2003 | до 55 кг          | 2     |
| Чемпионат Европы по борьбе 2004 | до 55 кг          | 5     |
| Чемпионат Европы по борьбе 2005 | до 55 кг          | 10    |
| Чемпионат Европы по борьбе 2007 | до 55 кг          | 3     |
| Чемпионат Европы по борьбе 2008 | до 55 кг          | 3     |
| Чемпионат Европы по борьбе 2009 | до 55 кг          | 16    |

#### Средиземноморские игры[8]
| Турнир                      | Весовая категория | Место |
| --------------------------- | ----------------- | ----- |
| Средиземноморские игры 2001 | до 51 кг          | 1     |
| Средиземноморские игры 2005 | до 55 кг          | 3     |